# Hungria nos Jogos Olímpicos de Verão de 1928
A Hungria competiu nos Jogos Olímpicos de Verão de 1928, realizados em Amsterdã, nos Países Baixos, 17 de maio e 12 de agosto daquele ano, num clima de paz e prosperidade que viria a anteceder vinte anos de guerras e incertezas econômicas, com a participação de 3 014 atletas, entre eles 290 mulheres, representando 46 países, dois a mais que os Jogos anteriores, disputando dezesseis modalidades esportivas.